# Зябловский, Евдоким Филиппович
Евдоким Филиппович Зябловский (31 июля [11 августа] 1764 — 30 марта [11 апреля] 1846) — русский учёный-географ, статистик, заслуженный профессор, исправляющий должность ректора Императорского Санкт-Петербургского университета (1821—1825) и декан историко-филологического факультета (1828—1833). Действительный статский советник.

## Биография
Окончил Севскую духовную семинарию. После окончания Петербургской учительской семинарии (позже переименованной в учительскую гимназию), в 1788 году был направлен на службу учителем народного училища в Колывань. На собственные средства разъезжал по Колыванскому наместничеству и составил его описание.
В 1797 году Зябловский был назначен профессором истории и географии, а потом и статистики; преподавал до 1833 года в одном учреждении, менявшем названия: Петербургская учительская гимназия, с 1804 — Педагогический институт, с 1816 — Главный педагогический институт, с 1819 — Императорский Санкт-Петербургский университет. С 1818 года — заслуженный профессор, с 1846 года — почётный член университета.
Зябловский также преподавал в Училище корабельной архитектуры лесоводство и издал «Начальные основания лесоводства» (СПб., 1804). Написал учебный «Курс всеобщей истории» (СПб., 1811—1812). Кроме того, Зябловский перевёл с немецкого «Всеобщее землеописание» (СПб., 1807) и составил «Историческую повесть об Учительской гимназии и Педагогическом институте» (СПб., 1838).
Награждён орденами Св. Владимира 4-й степени (11.04.1810) и Св. Анны 2-й степени (12.12.1816).

## Сочинения
- «Статистическое описание Российской империи с обозрением Европы в статистическом виде» (СПб., 1808; 2 изд. 1815);
- «Российская статистика» (СПб., 1831 и 1835; нов. изд. СПб., 1837);
- «Краткое землеописание Российского государства» (СПб., 1787, 1807 и 1810),
- «Новейшее землеописание Российской империи» (СПб., 1807 и 1818);
- «Землеописание Российской империи для всех состояний» (СПб., 1810);
- «Курс всеобщей географии» (СПб., 1818—1819),
- «Всеобщая география» (СПб., 1831 и 1835; нов. изд. СПб., 1837);
- «География Российской империи» (СПб., 1831 и 1837);
- «Статистика Европейских государств в нынешнем их состоянии» (СПб., 1830—1831; изд. 2 и 3, 1837 и 1840).